# باشگاه فوتبال هاپوئل حیفا
باشگاه فوتبال هاپوئل حیفا یکی از باشگاه‌های فوتبال اسرائیل است که در شهر حیفا قرار دارد. این باشگاه در سال ۱۹۲۴ تأسیس شد.